# Droga wojewódzka nr 140
Droga wojewódzka nr 140 (DW140) – droga wojewódzka klasy G w województwie wielkopolskim o długości ok. 21 km łącząca Wronki z Ciszkowem. Trasa przecina południkowo Puszczę Notecką.

## Miejscowości leżące przy trasie
- Wronki
- Jasionna
- Krucz
- Ciszkowo

## Historia numeracji
Obecną numerację droga otrzymała w 2002 lub 2003 roku. W wydawanych wcześniej mapach i atlasach samochodowych była oznaczana jako droga lokalna (lub „droga inna”), bez przedstawiania numeru.
Numer 140 w latach 1986–2002/2003 był przypisany do trasy o relacji Goleniów – Mosty – Maszewo, która aktualnie jest drogą nr 113.

## Dopuszczalny nacisk na oś
Od 13 marca 2021 roku na drodze dozwolony jest ruch pojazdów o nacisku pojedynczej osi napędowej do 11,5 tony, z wyjątkiem określonych odcinków oznaczonych znakiem zakazu B-19.

### Do 13 marca 2021 r.
Wcześniej drogą wojewódzką nr 140 mogły poruszać się pojazdy, których dopuszczalny nacisk na oś nie przekraczał 8 ton.